# Mao Anying
Mao Anying (毛岸英, pinyin Máo Ànyīng; ur. 24 października 1922, zm. 25 listopada 1950) – chiński wojskowy, najstarszy syn Mao Zedonga i jego drugiej żony Yang Kaihui.

## Życiorys
Po rozwodzie rodziców w 1927 roku pozostał z matką w Changsha. W 1930 roku został pojmany wraz z matką przez żołnierzy Kuomintangu i musiał oglądać wykonanie na niej wyroku śmierci. Po egzekucji Yang przez kilka tygodni mieszkał z babką, a następnie w 1931 roku został wywieziony do Szanghaju, gdzie żył na ulicy jako bezdomny żebrak. Błąkając się po mieście został kilkukrotnie brutalnie pobity przez policję. Dzięki pomocy lokalnych działaczy komunistycznych, którzy się nim zaopiekowali, został w 1936 roku wysłany na studia do Moskwy. Podczas II wojny światowej wstąpił do Armii Czerwonej. Brał udział w walkach w Europie, w tym na terenie ziem polskich. Do Chin powrócił w 1946 roku i zamieszkał w Pekinie. W październiku 1949 roku wziął ślub z Liu Songlin. Jego relacje z ojcem były chłodne.
Po wybuchu wojny koreańskiej został w 1950 roku wysłany na front jako tłumacz w armii Chińskich Ochotników Ludowych. Wysocy działacze partyjni odradzali Mao Zedongowi wysyłanie własnego, najstarszego syna na front, ten jednak nie dał się przekonać, argumentując, iż jego dzieci nie zasługują na specjalne traktowanie. Mao Anying zginął 25 listopada 1950 roku podczas amerykańskiego nalotu bombowego. Dowodzący wojskami chińskimi w Korei Peng Dehuai poinformował Mao o śmierci syna dopiero po jakimś czasie, obawiając się jego reakcji. Przewodniczący przyjął jednak śmierć syna bez emocji, mówiąc, że wojna wymaga poświęceń.
Pochowany jest na cmentarzu Chińskich Ochotników Ludowych w Hoech’ang (prowincja P’yŏngan Południowy) w Korei Północnej.